# Nombres en français
Cet article traite de la dénomination littérale des nombres en français.

## Adjectifs ou noms numéraux
| 0 = zéro   | 10 = dix      | 20 = vingt                            | 100 = cent                            |
| 1 = un     | 11 = onze     | 30 = trente                           | 1 000 = mille                         |
| 2 = deux   | 12 = douze    | 40 = quarante                         | 10 000 = dix mille                    |
| 3 = trois  | 13 = treize   | 50 = cinquante                        | 100 000 = cent mille                  |
| 4 = quatre | 14 = quatorze | 60 = soixante                         | 106 = un million                      |
| 5 = cinq   | 15 = quinze   | 70 = soixante-dix, septante           | 109 = un milliard (mille millions)    |
| 6 = six    | 16 = seize    | 80 = quatre-vingts, huitante, octante | 1012 = un billion (mille milliards)   |
| 7 = sept   | 17 = dix-sept | 90 = quatre-vingt-dix, nonante        | 1015 = un billiard (mille billions)   |
| 8 = huit   | 18 = dix-huit |                                       | 1018 = un trillion (mille billiards)  |
| 9 = neuf   | 19 = dix-neuf |                                       | 1021 = un trilliard (mille trillions) |

Notes
- Après seize, on ajoute les chiffres de 1 à 9 à la ou aux dizaines (par exemple : dix-sept, vingt-trois, trente-six), sauf pour soixante-dix et quatre-vingt-dix, où on ajoute les nombres de 11 à 19 (par exemple : soixante-dix-huit, quatre-vingt-douze, quatre-vingt-dix-neuf), et pour les nombres entre trente et quatre-vingts se terminant par « un », où on ajoute « et » (par exemple : trente et un ou trente-et-un, quarante et un ou quarante-et-un).
- Pour les nombres supérieurs à million, la table ci-dessus mentionne entre parenthèses les équivalences numériques selon l’échelle longue, employée aujourd'hui en français (cela n’a pas toujours été le cas).
- Pour le nom des grands nombres, voir l'article détaillé.

## Règles

### Trait d'union
Dans l'orthographe traditionnelle, les dénominations élémentaires formant des nombres inférieurs à cent sont reliées entre elles par des traits d'union, sauf quand elles sont liées par la conjonction de coordination « et ».
- 28 = vingt-huit ;
- 31 = trente et un ;
- 124 = cent vingt-quatre ;
- 777 = sept cent soixante-dix-sept ;
- 851 = huit cent cinquante et un.

En France, cette orthographe est acceptée, mais ne doit plus être enseignée. L’orthographe rectifiée est la référence.
Au Québec, les enseignants qui choisissent d’enseigner l’orthographe rectifiée le font de leur propre gré. Toutefois, le ministère de l’Éducation et de l’Enseignement supérieur tient compte des rectifications dans la correction des examens de fin d’année et dans la Liste orthographique à l’usage des enseignantes et des enseignants (pour le primaire, 2014). Quant aux maisons d’édition qui produisent du matériel pédagogique, elles ont le choix d’intégrer ou non les rectifications de l’orthographe dans leurs ouvrages; de plus en plus d’ouvrages récents les incluent.
L'Office québécois de la langue française estime pour sa part que ni les graphies traditionnelles, ni les nouvelles graphies proposées ne doivent être considérées comme fautives. Cette position correspond à celle de l’Académie française, qui, en 1991, déclarait que les anciennes graphies demeuraient admises et qu’on ne pouvait rejeter les nouvelles graphies.

#### Orthographe de 1990
Le rapport de 1990 sur les rectifications orthographiques propose de nouvelles règles sur les traits d'union. Elles sont publiées dans le Journal officiel de la République française du 6 décembre 1990. On écrit les numéraux composés, avec des traits d'union entre chaque élément (ex. : vingt-et-un-mille-trois-cent-deux).
Milliard, million et millier, étant des noms, ne sont pas concernés par cette rectification (ex. : trois milliards cinq-cents millions six-cent-quatre-vingt-dix-sept-mille).
L'orthographe de 1990 distingue certaines fractions et ordinaux se prononçant de la même manière :
- mille-cent-vingt-septième (1127e) ;
- de mille-cent-vingt septièmes (1120/7) ;
- de mille-cent vingt-septièmes (1100/27) ;
- de mille cent-vingt-septièmes (1000/127).

Ou encore :
- vingt et un tiers (20 + 1/3) ;
- de vingt-et-un tiers (21/3).

Cette forme avec des traits d'union systématiques est alors autorisée pour l’écriture de tous les numéraux, même en l’absence d'ambiguïté apparente, pour lever d’autres ambiguïtés relatives à la juxtaposition de nombres distincts (par exemple dans les numéros de téléphone et identifiants numériques) :
- 31 = trente-et-un ;
- 124 = cent-vingt-quatre ;
- 777 = sept-cent-soixante-dix-sept ;
- 851 = huit-cent-cinquante-et-un.

### Accords
- Les nombres sont en grande majorité invariables en nombre, sauf vingt (quatre-vingts et non quatre-vingt) et cent (deux cents ou deux-cents et non deux cent ou deux-cent)[6].
- Les nombres sont invariables en genre, exception faite de 1 lorsqu'il est employé comme déterminant, écrit un au masculin et une au féminin (exemples : un vélo, une bicyclette)[6].

#### Noms numéraux
Million, milliard et les multiples supérieurs sont des noms, pas des adjectifs : ils s'accordent tout le temps (qu’ils soient employés comme cardinaux ou comme ordinaux) et s'écrivent toujours sans trait d'union.

#### Adjectifs cardinaux
Vingt ne varie dans quatre-vingts que lorsqu'il n'est pas suivi d'un autre adjectif cardinal.
- 80 = quatre-vingts.
- 90 = quatre-vingt-dix.
- 180 = cent quatre-vingts (orthographe traditionnelle) ou cent-quatre-vingts (orthographe de 1990).
- 183 = cent quatre-vingt-trois (orthographe traditionnelle) ou cent-quatre-vingt-trois (orthographe de 1990).
- 80 000 = quatre-vingt mille (orthographe traditionnelle) ou quatre-vingt-mille (orthographe de 1990).
- 80 000 000 = quatre-vingts millions

Cent ne varie que lorsqu'il n'est pas suivi d'un autre adjectif cardinal.
- 100 = cent.
- 300 = trois cents (orthographe traditionnelle) ou trois-cents (orthographe de 1990).
- 303 = trois cent trois (orthographe traditionnelle) ou trois-cent-trois (orthographe de 1990).
- 300 000 = trois cent mille (orthographe traditionnelle) ou trois-cent-mille (orthographe de 1990).
- 300 000 000 = trois cents millions (orthographe traditionnelle) ou trois-cents millions (orthographe de 1990).

Mille est un adjectif invariable.
- 3 000 = trois mille (orthographe traditionnelle) ou trois-mille (orthographe de 1990).
- 3 033 = trois mille trente-trois (orthographe traditionnelle) ou trois-mille-trente-trois (orthographe de 1990).
- 3 300 = trois mille trois cents (orthographe traditionnelle) ou trois-mille-trois-cents (orthographe de 1990).

#### Adjectifs ordinaux
Les règles précédentes s'appliquent aux adjectifs cardinaux. Pour les adjectifs ordinaux, vingt et cent restent invariables. On écrira donc :
- la page quatre ;
- la page quatre-vingt ;
- la page trois-cent ;
- l'an mille neuf cent quatre-vingt (orthographe traditionnelle) ou l’an mille-neuf-cent-quatre-vingt (orthographe de 1990).

### Conjonctionetavantunouonze
La conjonction de coordination et s'emploie dans les nombres composés inférieurs à cent pour relier la dizaine à l’unité « un » ou « onze ». Elle n'est par contre pas employée dans quatre-vingt-un ni dans quatre-vingt-onze.
- vingt et un (orthographe traditionnelle) ou vingt-et-un (orthographe de 1990).
- soixante et onze (orthographe traditionnelle) ou soixante-et-onze (orthographe de 1990).

Il faut également éviter d’ajouter et entre la dizaine et l’unité si le nombre ne se termine pas par un, et on ne doit pas non plus l'ajouter après cent ou mille.
- soixante-huit et non soixante et huit ou soixante-et-huit.
- soixante-quinze et non soixante et quinze ou soixante-et-quinze.
- cent un (orthographe traditionnelle) ou cent-un (orthographe de 1990) et non cent et un ou cent-et-un.

Cependant, on trouve parfois la conjonction et dans mille et un et cent et un (dont l’emploi est plus rare) lorsque ces nombres sont employés pour désigner une grande quantité indéterminée, ou en contexte littéraire.
- J'ai mille et un (ou mille-et-un) trucs à faire.
- Les contes des Mille et une nuits.

### Séparateur de milliers
Les nombres écrits en chiffres supérieurs à 999 doivent être regroupés par groupe de trois chiffres en commençant par la droite. Cela demeure cependant facultatif pour les nombres ne comportant que quatre chiffres. Les groupes ainsi obtenus doivent être séparés par une espace insécable afin d’éviter les césures inappropriées ou, idéalement, par une espace fine insécable. Néanmoins, certains nombres ne doivent pas suivre cette règle, comme les numéros et les dates.
Par exemple :
- 1 000 est le plus petit nombre devant suivre cette règle ;
- 321 étant inférieur à 999, la règle ne s'applique pas ;
- 23 456 789 possède deux groupes de trois chiffres et deux séparateurs ;
- l'année 2014 n'est pas concernée par cette règle.

La convention d’écriture anglaise établit quant à elle la virgule comme séparateur de milliers. Cette convention mène à des confusions pour les nombres inférieurs ou égaux à 999 999. Par exemple 1,234 (écrit selon la convention anglaise) est interprété en français comme le nombre décimal « un » et « deux-cent-trente-quatre millièmes » et non comme le nombre entier « mille-deux-cent-trente-quatre ».

#### Typographie suisse
En typographie suisse, l’usage est d’utiliser une apostrophe droite comme séparateur de milliers[réf. souhaitée] :
- 1'000 est le plus petit nombre devant suivre cette règle ;
- 1'000'000.

### Après la virgule
L'écriture des chiffres après la virgule dans un nombre est régie par les mêmes règles, c'est-à-dire qu'ils sont regroupés par groupe de trois chiffres, mais en commençant par la gauche après la virgule.
Les mathématiciens utilisent généralement une écriture chiffre à chiffre :
- 3,141 592 653 est lu trois virgule un-quatre-un-cinq-neuf-deux-six-cinq-trois plutôt que trois virgule cent-quarante-et-un millions cinq-cent-quatre-vingt-douze-mille-six-cent-cinquante-trois.

Quand il s'agit d'écriture monétaire finie, il est d'usage de lire le nombre après la virgule comme un entier :
- 3,14 € est lu trois euros quatorze.

### Archaïsmes

#### Système vigésimal pour les petits nombres
Alors que les langues romanes utilisent normalement des dérivés du latin septuaginta, octoginta et nonaginta pour 70, 80 et 90 (cf. espagnol setenta, ochenta, et noventa ou portugais setenta, oitenta et noventa), le français de France et du Québec se sert d'expressions composées à base 20 (le système vigésimal). Leur origine n'est pas claire, et le recours à une supposée numération vigésimale gauloise est souvent remis en cause. Une influence nordique est aussi possible (le danois, par exemple, utilise la base vingt dans certains nombres). Le breton l'utilise aussi. Quoi qu'il en soit, le français de Suisse et de Belgique, principalement, peut utiliser des termes issus du système décimal latin.
L'utilisation de la base 20 se retrouve dans des expressions anciennes ; autrefois, on pouvait utiliser « quinze-vingts » pour dire « trois cents » (d'où l'hôpital des Quinze-Vingts à Paris, doté initialement de trois cents places, d'où XV-XX), ou « six-vingts » pour dire « cent vingt » (ainsi dit Frosine dans L'Avare de Molière à Harpagon en le flattant sur sa longévité : « Par ma foi, je disais cent ans, mais vous passerez les six-vingts. », acte II, scène 5).

#### Centaines vigésimales
Pour les nombres entre 1 100 et 1 999, il est courant de les prononcer ou les transcrire en les décomposant en centaines plutôt qu'en milliers (le trait d'union peut aussi être employé avant cent' ou cents, de la même façon qu’entre 200 et 999), notamment pour les numéraux ordinaux utilisés dans la datation :
- 1100 = onze cents (orthographe traditionnelle) ou onze-cents (orthographe de 1990) ;
- 1200 = douze cents (orthographe traditionnelle)  ou douze-cents (orthographe de 1990)
- 1300 = treize cents (orthographe traditionnelle)  ou treize-cents (orthographe de 1990)
- 1400 = quatorze cents (orthographe traditionnelle)  ou  quatorze-cents (orthographe de 1990)
- 1500 = quinze cents (orthographe traditionnelle)  ou quinze-cents (orthographe de 1990)
- 1600 = seize cents (orthographe traditionnelle)  ou seize-cents (orthographe de 1990)
- 1700 = dix-sept cents (orthographe traditionnelle)  ou dix-sept-cents (orthographe de 1990)
- 1800 = dix-huit cents (orthographe traditionnelle)  ou dix-huit-cents (orthographe de 1990)
- 1900 = dix-neuf cents (orthographe traditionnelle)  ou dix-neuf-cents (orthographe de 1990)
- 1914 = dix-neuf cent quatorze (orthographe traditionnelle)  ou dix-neuf-cent-quatorze (orthographe de 1990)
- 1979 = dix-neuf cent soixante-dix-neuf (orthographe traditionnelle)  ou dix-neuf-cent-soixante-dix-neuf (orthographe de 1990)
- 1980 = dix-neuf cent quatre-vingts (orthographe traditionnelle)  ou dix-neuf-cent-quatre-vingts (orthographe de 1990)
- 1999 = dix-neuf cent quatre-vingt-dix-neuf (orthographe traditionnelle)  ou dix-neuf-cent-quatre-vingt-dix-neuf (orthographe de 1990)

#### Milleoumil
Autrefois, il était d’usage d’écrire mil devant un ou plusieurs autres nombres à partir de l’année 1001, mil venant du latin singulier mille, et mille, du pluriel milia (ou millia). Mil servait donc à désigner un seul millier et mille, plusieurs milliers.
Aujourd’hui, l’emploi de mil est perçu comme vieilli même s’il n’est pas fautif. Il est donc préférable d’employer la graphie mille, correcte dans tous les contextes, pour exprimer les années 1001 à 1999. Par ailleurs, mil ne peut jamais être utilisé dans la notation des années 2000 et suivantes puisqu'étant un singulier, il ne peut être multiplié. On trouve aussi parfois l’an mil au lieu de l’an mille même si mil n’est pas suivi d’un autre nombre.
- L’an mil neuf cent quatorze.
- L’an mille neuf cent quatre-vingt-dix-neuf.

## Variantes des adjectifs

### France, Canada et pays d'Afrique francophones
| - 70 = soixante-dix - 71 = soixante et onze ou soixante-et-onze - 72 = soixante-douze | - 80 = quatre-vingts - 81 = quatre-vingt-un - 82 = quatre-vingt-deux | - 90 = quatre-vingt-dix - 91 = quatre-vingt-onze - 92 = quatre-vingt-douze |

Le pluriel archaïque de l’adjectif vingt dans quatre-vingts ne s’écrit que s’il n’est pas suivi d’un autre élément numéral (de un à dix-neuf), lié obligatoirement par un trait d'union, et uniquement si le numéral désigne un cardinal (on écrit de façon invariable quatre-vingt pour l’adjectif numéral ordinal) .
Contrairement aux autres dizaines, on n’écrit pas la coordination et entre quatre-vingt et l'unité.

### Belgique et République démocratique du Congo
| - 70 = septante - 71 = septante et un - 72 = septante-deux | - 80 = quatre-vingts - 81 = quatre-vingt-un - 82 = quatre-vingt-deux | - 90 = nonante - 91 = nonante et un - 92 = nonante-deux |

La prononciation de vingt est souvent /vɛ̃t/.
La prononciation de huit est /wit/ au lieu de /ɥit/.
Ces particularismes belges et suisses (« septante » et « nonante ») sont historiques,, et il était courant d'utiliser le système décimal en France au XVe siècle,. Ainsi, on disait « mille six-cent septante » et non « mille six-cent soixante-dix » pour la date 1670 . L'abandon de ce système daterait en France du XVIIIe siècle.[réf. nécessaire]

### Suisse
| - 70 = septante - 71 = septante et un - 72 = septante-deux | - 80 = huitante ou quatre-vingts - 81 = huitante et un ou quatre-vingt-un - 82 = huitante-deux ou quatre-vingt-deux | - 90 = nonante - 91 = nonante et un - 92 = nonante-deux |

Alors que l’helvétisme huitante est employé en Suisse romande dans les cantons de Vaud, du Valais et de Fribourg, octante, qui figure dans toutes les éditions du Dictionnaire de l'Académie française et qui est conseillé par les Instructions officielles de 1945 pour faciliter l’apprentissage du calcul n'est presque plus utilisé dans le monde francophone.
Dans les cantons de Genève, du Jura ou de Neuchâtel, on utilise quatre-vingts comme en France, mais sans survivance du système vicésimal au-delà de la dizaine concernée.
La prononciation de vingt est souvent /vɛ̃t/.

### Vallée d'Aoste
| - 70 = septante - 71 = septante et un - 72 = septante-deux | - 80 = huitante ou quatre-vingts - 81 = huitante et un ou quatre-vingt-un - 82 = huitante-deux ou quatre-vingt-deux | - 90 = nonante - 91 = nonante et un - 92 = nonante-deux |

Bien que dans le système scolaire valdôtain, les variantes apprises soient dans la plupart des cas celles utilisés en France (soixante-dix, quatre-vingts et quatre-vingt-dix), les Valdôtains utilisent dans l'usage quotidien les variantes indiqués ci-dessus, surtout en raison de leur ressemblance avec le francoprovençal valdôtain.